# Geyer

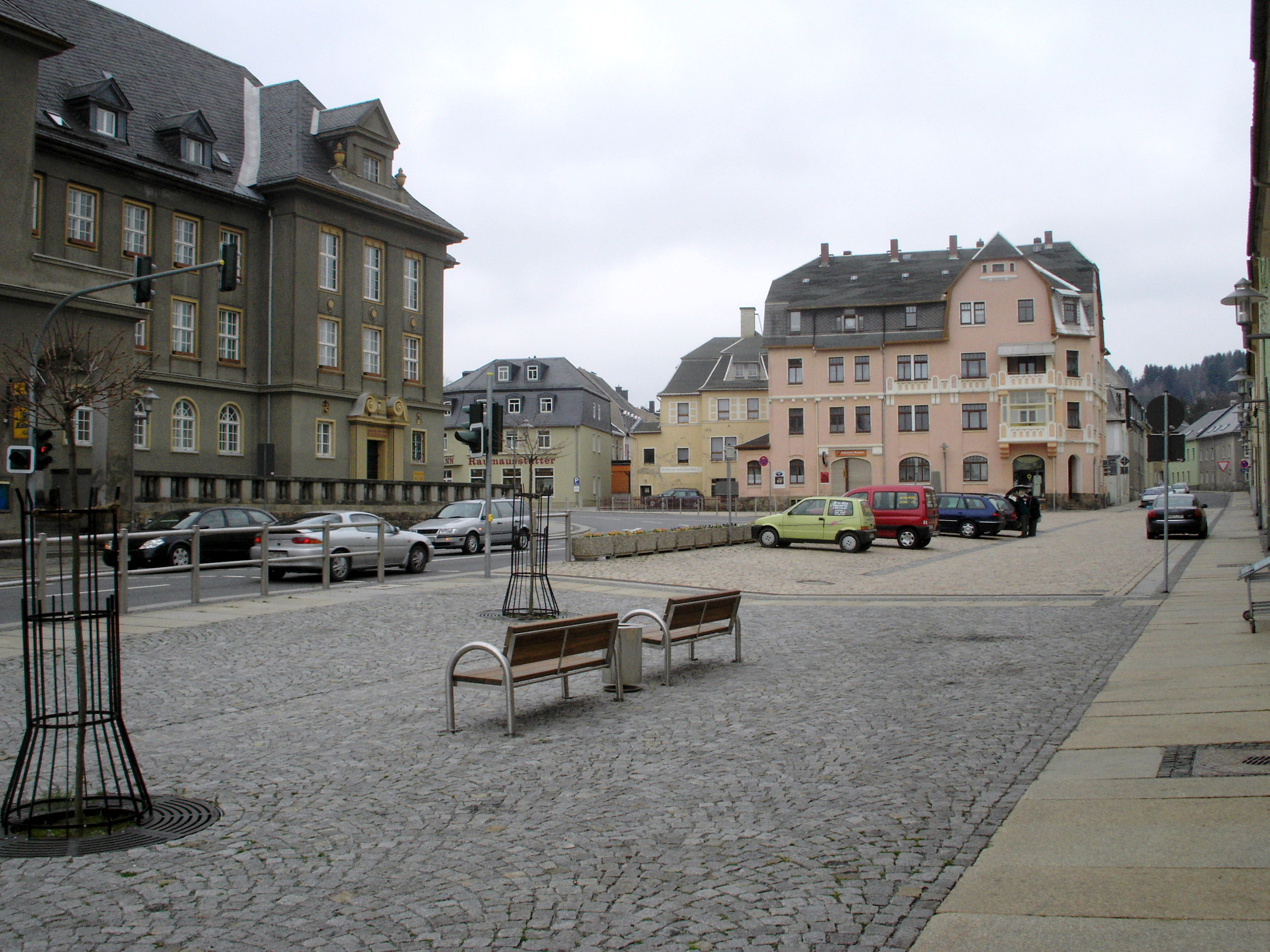
Altmarkt

Geyer ist eine Bergstadt im Erzgebirgskreis des Freistaats Sachsen mit etwa 3300 Einwohnern.

## Geographie

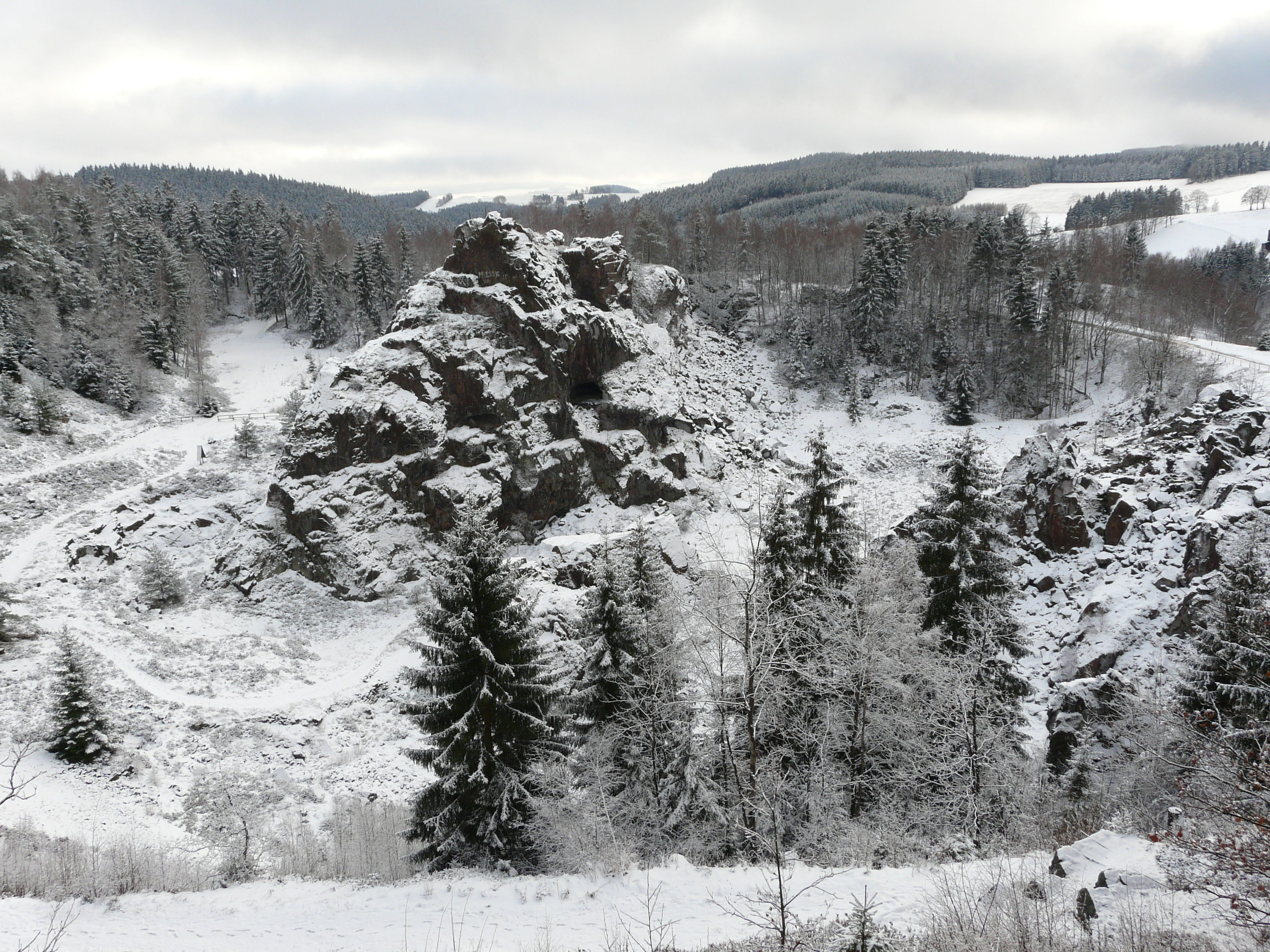
Binge von Geyer im Winter

### Geographische Lage
Die Stadt liegt im Mittleren Erzgebirge im Tal des Geyerbachs, der in Tannenberg in die Zschopau mündet. Der Ort ist fast vollständig von Wald umgeben. Zum Gemeindegebiet gehört auch der Geyersche Wald. Höchster Punkt des Ortes ist das Geyersche Hochplateau am Fernsehturm Geyer mit etwa 744 m ü. NN. Bekannt ist Geyer unter anderem durch die Geyersche Binge am Geyersberg. Diese Binge steht seit 1935 unter Naturschutz. Weiterhin liegen im Ortsgebiet der Greifenbachstauweiher und ein Teil der Greifensteine.

### Nachbargemeinden
|         | Zwönitz                                     | Ehrenfriedersdorf |
| Zwönitz | Kompassrose, die auf Nachbargemeinden zeigt |                   |
|         | Elterlein                                   | Tannenberg        |

## Geschichte

### Ortsname
Der Name wird von dem Greifvogel hergeleitet, der mittelhochdeutsch „gir“ (Geier) war. Im Jahr 1395 wurde der Ort „zum Gire“, 1446 „Gyer“ und 1490 „vff dem Geyr“ genannt.

### Vom Ursprung bis zum Ende des 19. Jahrhunderts

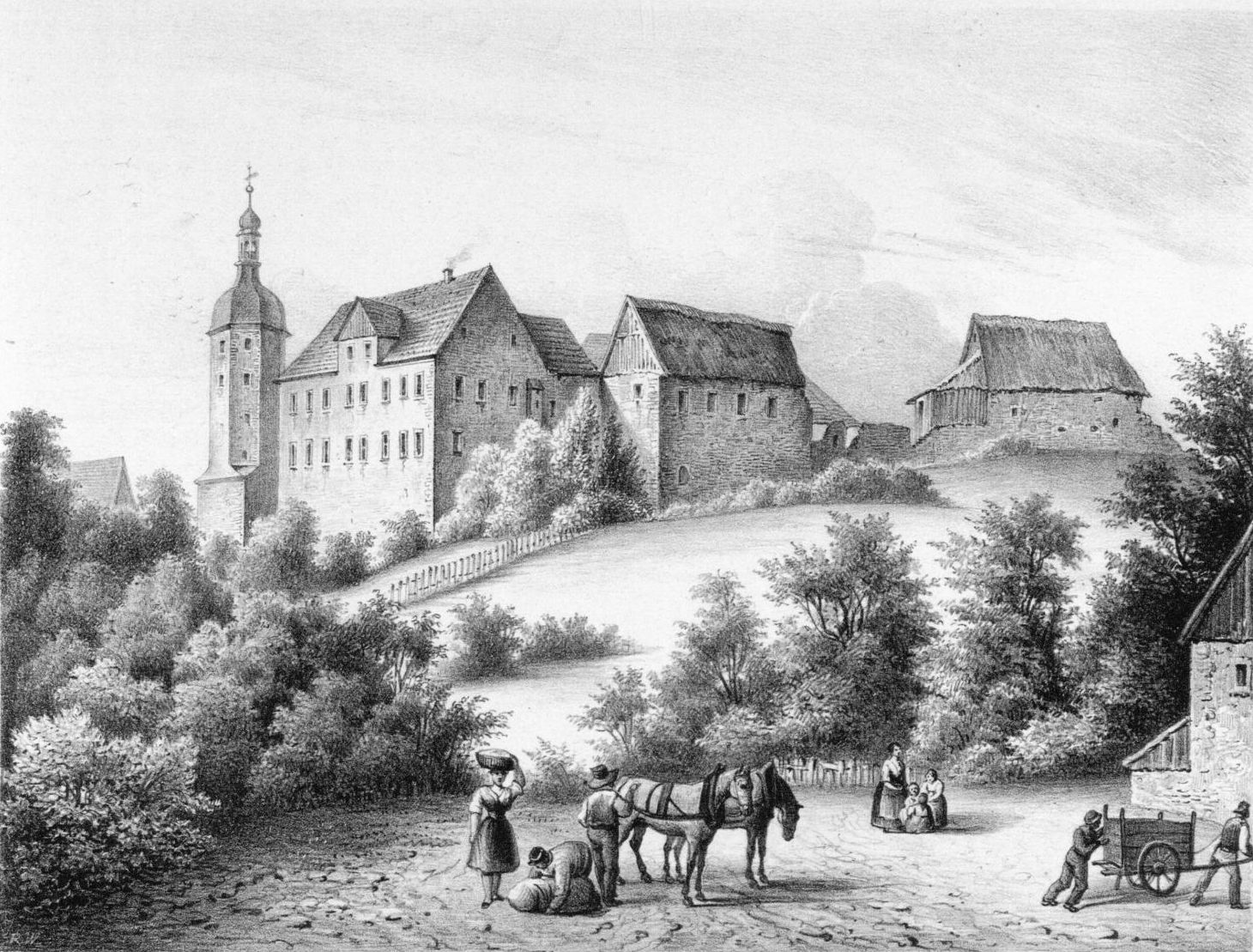
Rittergut Geyersberg (Lotterhof) 1859

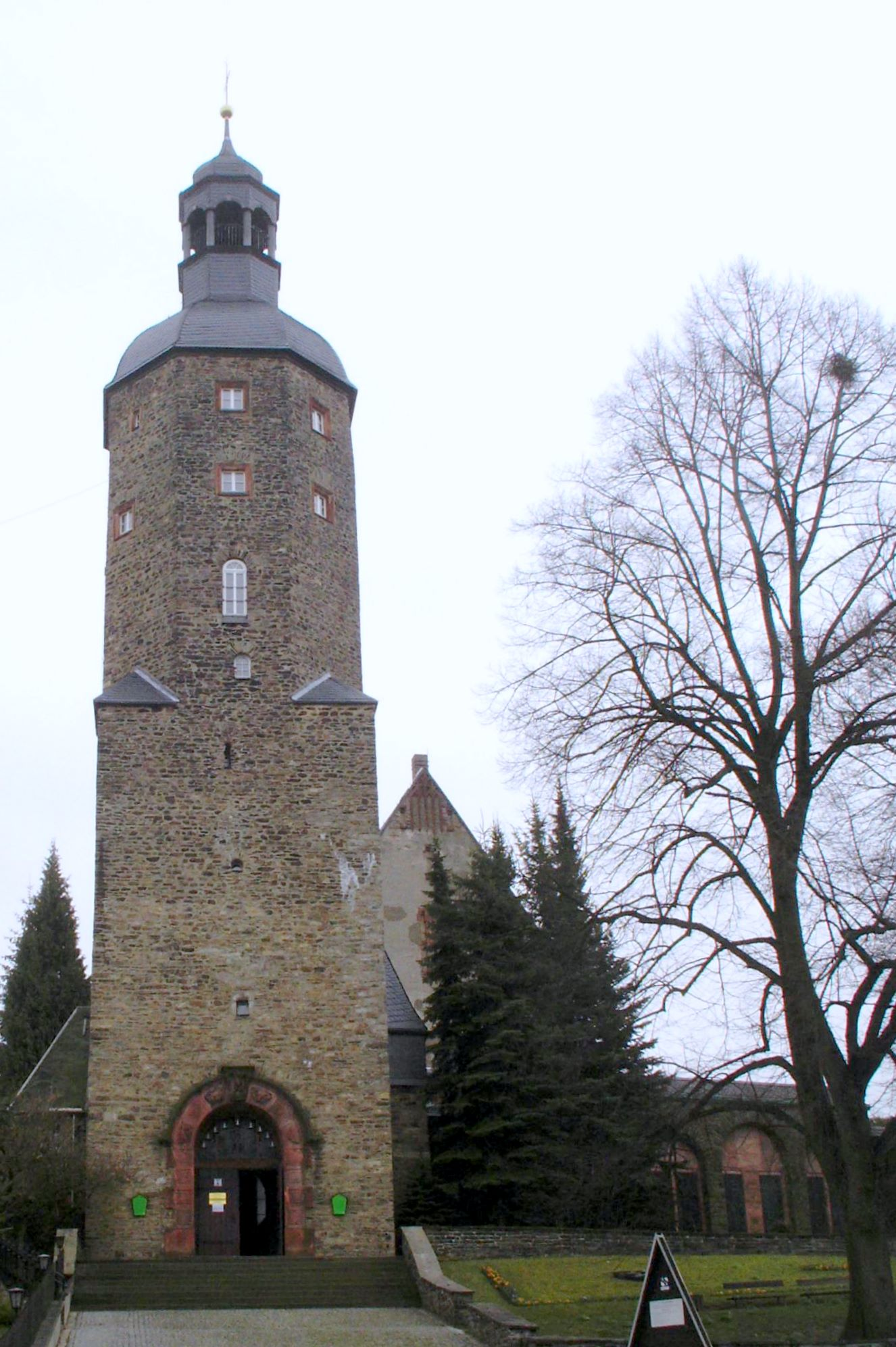
Wachtturm

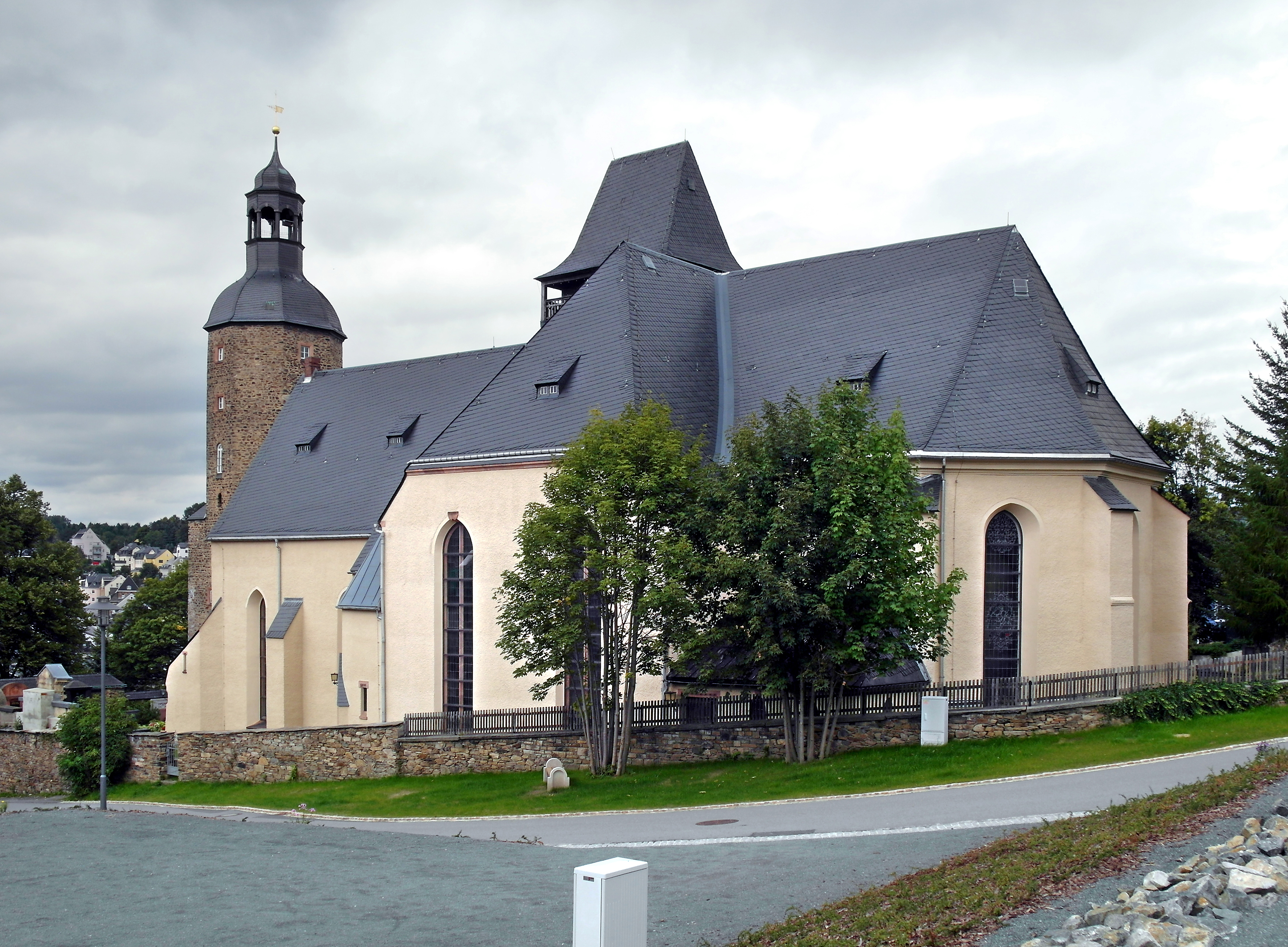
St.-Laurentius-Kirche und Wachtturm

Geyer wurde 1381 erstmals urkundlich erwähnt. Bereits Jahrzehnte zuvor war um 1315 mit dem Bergbau begonnen worden. Im Jahr 1395 wurde der Wehrturm errichtet. Geyer erhielt 1407 das kleine Marktrecht und 1453 das Braurecht. 1467 wurde der Ort bereits als Stadt erwähnt. Das erste Rathaus von Geyer entstand 1496. Die Nikolaikirche als erste Pfarrkirche des Orts entstand im 15. Jahrhundert in Holzbauweise. Das Gotteshaus verfügte über einen Hauptaltar und vier Seitenaltäre. Die „Große Glocke“ in ihrem Turm zersprang im Jahr 1455 beim Sturmläuten anlässlich des Altenburger Prinzenraubs. Nach einem Brand im Jahr 1491 wurde die Kirche zerstört. Einige Altarfiguren befinden sich heute im Schloßbergmuseum Chemnitz. Nach der Zerstörung der Nikolaikirche wurde die neben dem Wachtturm befindliche Andachtskapelle der Bergleute aus dem 15. Jahrhundert bis 1506 zur Hauptkirche von Geyer umgebaut. Ihr Turm erhielt die „Prinzenraubglocke“ der Nikolaikirche, welche nach ihrem Zerspringen neu gegossen wurde. Ende des 15. Jahrhunderts entstand mit der St. Wolfgangskirche eine Bergkapelle.
Im Jahr 1537 kam es zur Einführung der Reformation in Geyer. Der sächsische Kurfürst August I. von Sachsen schenkte der Stadt Geyer zwischen 1553 und 1586 einen Großteil seines Waldes. 1564 begann außerhalb des Ortes in der Nähe des heutigen Greifenbachstauweihers die Produktion von Arsenik. Auf dem Gelände befindet sich heute die Jugendherberge Hormersdorf. Der Leipziger Bürgermeister Hieronymus Lotter ließ sich 1566 auf dem Lehnhof am Geyersberg (Lotterhof) nieder und starb dort im Jahr 1580. Die Schwefel- und Vitriolhütte von Geyer wurde erstmals im Jahr 1581 erwähnt.
1704 und 1803 ereigneten sich die Bingenstürze, die den durch den Bergbau unterhöhlten Untergrund des Geyersbergs zum Einsturz brachten. 1730 wurde die kursächsische Postmeilensäule vor dem Rathaus am Markt errichtet. 1809 kam der walisische Industrielle Evan Evans nach Geyer und errichtete ein Spinnereigebäude. 1812 baute Evans in der zu Tannenberg gehörigen Siedlung Siebenhöfen eine Baumwollspinnerei. Nach seinem Tod im Jahr 1844 übernahm sein Sohn Eli Evans (1805–1882) das Unternehmen. Seine Schüler entwickelten die Technik der Textilindustrie in Sachsen weiter.

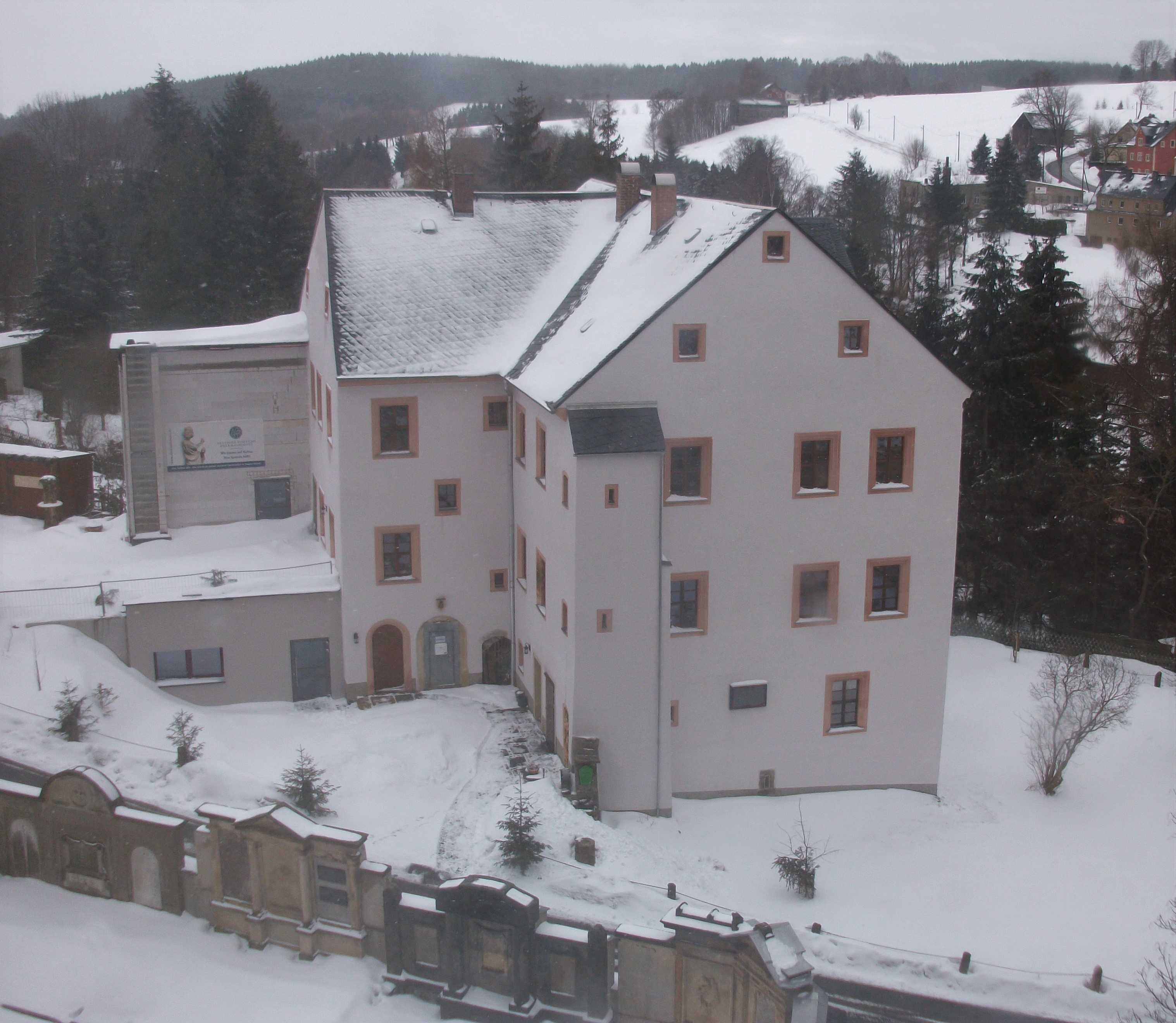
Der Herrensitz Lotterhof 2019

Die Grundherrschaft über Geyer lag bis ins 19. Jahrhundert beim Rat der Stadt Geyer. Die Bergstadt Geyer gehörte bis 1856 zum kursächsischen bzw. königlich-sächsischen Amt Wolkenstein. Ab 1856 war Geyer Hauptort des Gerichtsamts Geyer. Ab 1875 gehörte die Stadt zur Amtshauptmannschaft Annaberg. Im Jahr 1845 erfolgte die Weihe des zweiten Rathauses. Nach dem großen Stadtbrand im Jahr 1854, bei dem 100 Häuser abbrannten, erfolgte in den Jahren 1861/62 die Errichtung der Bürgerschule und 1864 die Weihe des dritten Rathauses. 1865 wurde die städtische Freiwillige Feuerwehr gegründet und 1887 eine Dynamitfabrik errichtet. Die erste Hochdruckwasserleitung wurde 1894 in Betrieb genommen und ab 1897 erfolgte die Versorgung des Orts mit Elektrizität. Im Jahr 1888 bekam Geyer als Endpunkt der Schmalspurbahn von Schönfeld–Wiesa einen Haltepunkt und einen Endbahnhof.

### 20. Jahrhundert
Im Jahr 1906 erfolgte der Weiterbau zum Bahnhof Thum, der betrieblicher Mittelpunkt des Schmalspurbahnnetzes war. Mit dem Greifenbachviadukt wurde im Jahr 1906 die größte Schmalspurbahnbrücke Deutschlands in Betrieb genommen. Die St. Laurentiuskirche erhielt im Jahr 1908/1909 ein Querschiff. Mittels eines Kreuzgangs wurde sie mit dem daneben liegenden Wachtturm verbunden. Durch Blitzschlag brannte am 13. Juli 1914 das dritte Rathaus am Marktplatz nieder. Erst 1920 erfolgte die Weihe des vierten Rathauses.
Durch die zweite Kreisreform in der DDR kam die Stadt Geyer im Jahr 1952 zum Kreis Annaberg im Bezirk Chemnitz (1953 in Bezirk Karl-Marx-Stadt umbenannt), der ab 1990 als sächsischer Landkreis Annaberg fortgeführt wurde und 2008 im Erzgebirgskreis aufging. Ebenfalls 1952 erfolgte die Eröffnung des Turmmuseums im städtischen Wachtturm. 1953 wurde die evangelisch-methodistische Auferstehungskirche fertiggestellt. Mit der Einstellung des Schienenverkehrs auf dem Abschnitt Schönfeld-Wiesa–Geyer–Thum endete am 15. August 1967 die Zeit der Schmalspurbahn in Geyer. Der 192,85 m hohe Fernsehturm des Senders Geyer wurde von 1972 bis 1973 von der Deutschen Post in der Deutschen Demokratischen Republik (DDR) errichtet.

### Seit 1990
Nach der Wende erfolgten im Jahr 1992 die Errichtung des Gewerbegebiets und im Jahr 1993 die Rückübertragung des Geyerschen Walds an die Stadt Geyer. Das Huthaus an der Binge wurde 1994 errichtet. 1998 erfolgte die Eröffnung des Freizeitbads Greifensteine. Im Jahr 2006 wurde die Mittelschule Geyer geschlossen. Mit dem Umzug der bisher in Elterlein befindlichen Freien Oberschule in den Neubau neben der Grundschule Geyer erhielt Geyer im Jahr 2022 wieder eine weiterführende Schule.

### Einwohnerentwicklung
| bis 1900 - 1551 –0247 besessene Mann, 83 Inwohner (etwa 1300 Einwohner) - 1697 –0727 Erwachsene - 1748 –0174 besessene Mann (etwa 850 Einwohner) - 1779 –0818 Einwohner über 10 Jahre - 1834 – 2.011 - 1869 – 4.260 - 1871 – 4.143 - 1890 – 5.305 | 1901 bis 1989 - 1910 – 6.451 - 1925 – 6.435 - 1939 – 6.451 - 1946 – 6.085 - 1950 – 6.971 - 1962 – 6.293 | 1990 bis 1999 - 1990 – 4.596 (3.10.) - 1993 – 4.603 - 1994 – 4.578 - 1995 – 4.555 - 1996 – 4.555 - 1997 – 4.523 - 1998 – 4.482 - 1999 – 4.459 | 2000 bis 2007 - 2000 – 4.372 - 2001 – 4.295 - 2002 – 4.260 - 2003 – 4.189 - 2004 – 4.153 - 2005 – 4.086 - 2006 – 4.034 - 2007 – 3.980 | ab 2009 - 2009 – 3.887 - 2012 – 3.724 - 2013 – 3.686 - 2016 – 3.554 - 2019 – 3.434 |

 Quelle bis 1989: Digitales historisches Ortsverzeichnis Sachsen, Quelle ab 1990: Statistisches Landesamt des Freistaates Sachsen (Stand jeweils zum 31.12. des voranstehenden Jahres)

## Politik

### Stadtrat
- Linke: 1
- FWBF: 9
- CDU: 6

Seit der Stadtratswahl am 9. Juni 2024 verteilen sich die 16 Sitze des Stadtrates folgendermaßen auf die einzelnen Gruppierungen:
- Freie Wähler Bürgerforum e. V.: 9 Sitze
- CDU: 6 Sitze
- Linke: 1 Sitz

| Liste                          | 2024   | 2024   | 2019   | 2019   | 2014   | 2014   |
| Liste                          | Sitze  | in %   | Sitze  | in %   | Sitze  | in %   |
| ------------------------------ | ------ | ------ | ------ | ------ | ------ | ------ |
| Freie Wähler Bürgerforum e. V. | 9      | 55,6   | 9      | 52,1   | 5      | 31,7   |
| CDU                            | 6      | 36,1   | 4      | 27,9   | 6      | 38,3   |
| Linke                          | 1      | 8,3    | 3      | 19,9   | 4      | 24,0   |
| NPD                            | –      | –      | –      | –      | 1      | 6,0    |
| Wahlbeteiligung                | 67,5 % | 67,5 % | 66,0 % | 66,0 % | 57,5 % | 57,5 % |

### Bürgermeister
Harald Wendler wurde im März 2011 zum Nachfolger des verstorbenen Joachim Weiß (CDU) gewählt. Bei der Bürgermeisterwahl 2024 erhielt CDU-Kandidat Dirk Trommer im ersten Wahlgang 43 % der Stimmen. Seine Mitbewerber Andreas Fischer (FWBF, erster WG 28,5 % / zweiter WG 36,9 %), Marcus Koschnicke (Einzelbewerber, erster WG 6,8 % / zweiter WG n.t.) und Mathias Wenzig (Einzelbewerber, erster WG 21,6 % / zweiter WG 12,7 %) unterlagen ihm im zweiten Wahlgang, bei der er 50,4 % der Stimmen erhielt.
Bei der Bürgermeisterwahl 2024 erhielt CDU-Kandidat Dirk Trommer im ersten Wahlgang 43 % der Stimmen. Seine Mitbewerber Andreas Fischer (FWBF, erster WG 28,5 % / zweiter WG 36,9 %), Marcus Koschnicke (Einzelbewerber, erster WG 6,8 % / zweiter WG n.t.) und Mathias Wenzig (Einzelbewerber, erster WG 21,6 % / zweiter WG 12,7 %) unterlagen ihm im zweiten Wahlgang, bei der er 50,4 % der Stimmen erhielt.
| Wahl | Bürgermeister    | Vorschlag | Wahlergebnis (in %) |
| ---- | ---------------- | --------- | ------------------- |
| 2024 | Dirk Trommer     | CDU       | 50,4                |
| 2011 | Harald Wendler   | Linke     | 69,0                |
| 2008 | Dr. Joachim Weiß | CDU       | 60,2                |
| 2001 | Dr. Joachim Weiß | CDU       | 65,5                |
| 1994 | Dr. Joachim Weiß | CDU       | 87,5                |

## Bildung

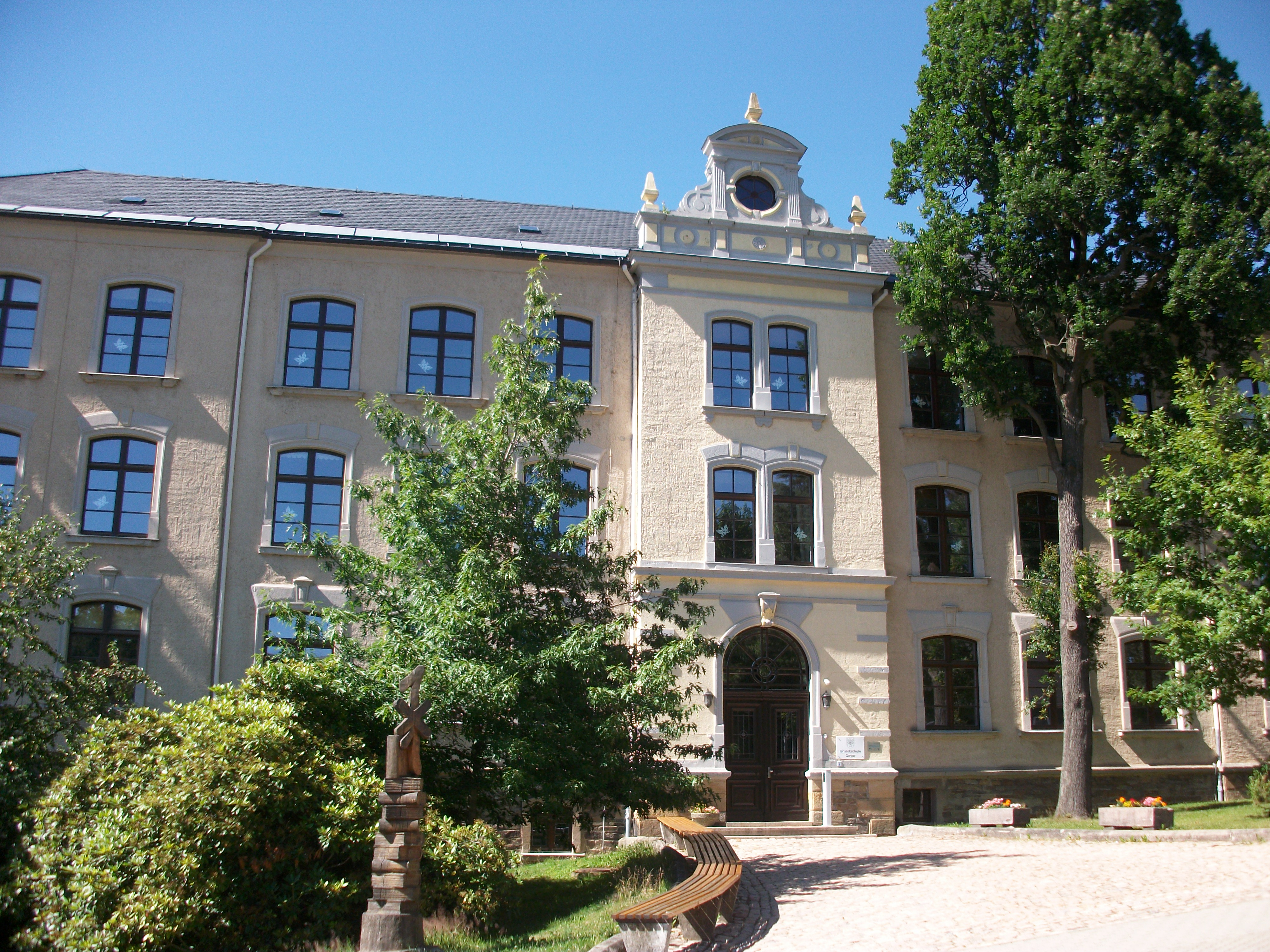
Grundschule Geyer

Geyer besitzt eine Grundschule. Die Freie Oberschule zog mit dem Beginn des Schuljahres 2022/2023 vom Standort in Elterlein mit in das Gebäude der Grundschule nach Geyer um, bis der Neubau fertiggestellt ist. Somit besitzt Geyer seit der Schließung der Mittelschule im Jahr 2006 wieder eine Bildungseinrichtung für die Sekundarstufe I.

## Kultur und Sehenswürdigkeiten
- siehe auch: Liste der Kulturdenkmale in Geyer

### Bahnhofsgelände

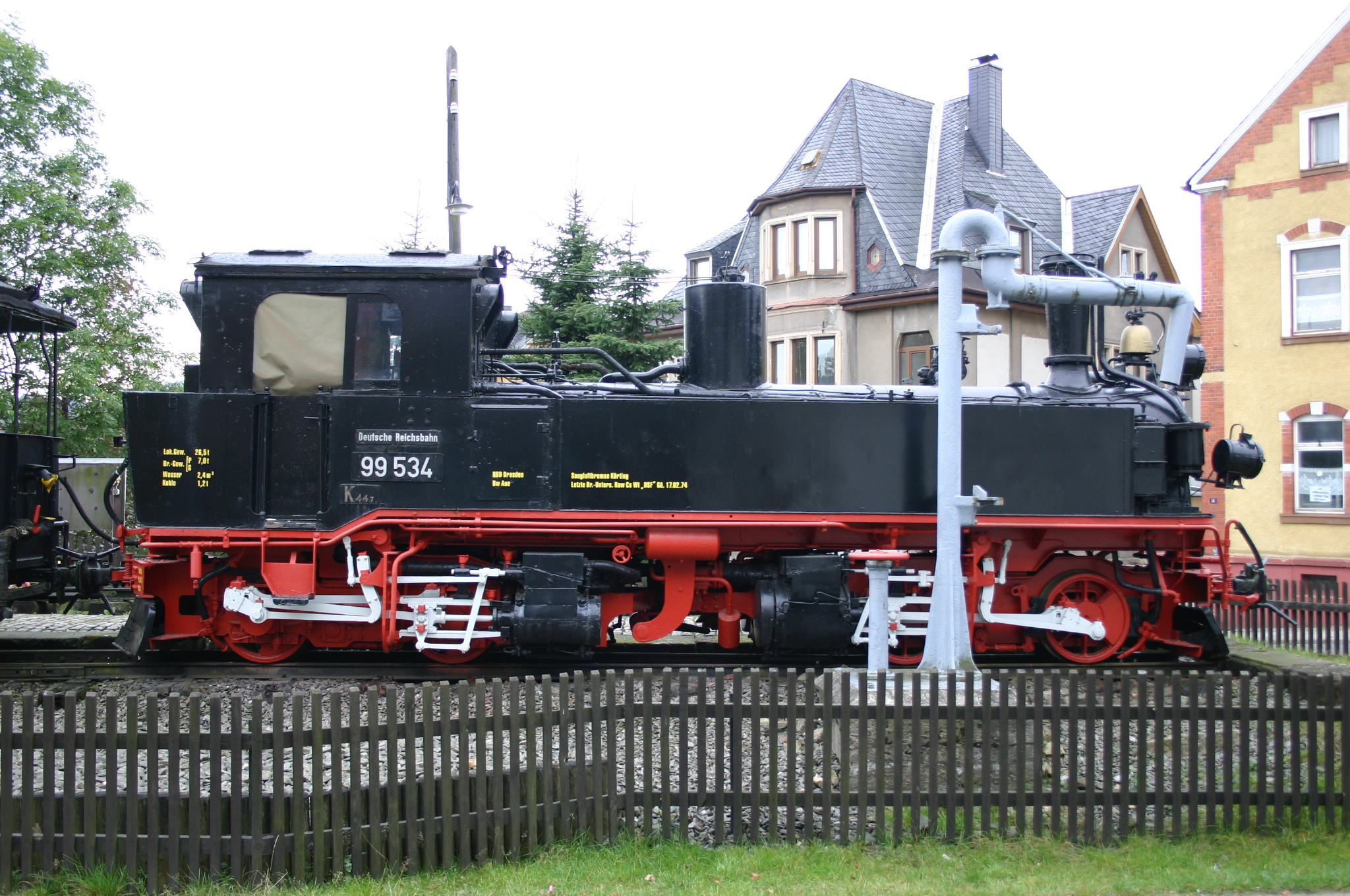
Verkehrsdenkmal Schmalspurbahn mit der Lok 99 534 am ehemaligen Bahnhof Geyer

Auf dem ehemaligen Bahnhofsgelände erinnert die Dampflok der sächsischen Baureihe IV K 99 1534-9 an die Geschichte der Schmalspurbahn Schönfeld-Wiesa–Meinersdorf. Am ehemaligen Lokschuppen steht sie auf einem kurzen Gleisstück zusammen mit zwei  Wagen. Im Lokschuppen gibt es eine Ausstellung zur Schmalspurbahn.

### Turmmuseum
Vor der St. Laurentius-Kirche (in der sich eine sehenswerte Ölberggruppe des Meister des Altars von Geyer befindet), etwas erhöht und daher das Stadtbild deutlich prägend, steht der 42 Meter hohe Wachtturm. 1395 als Wehrturm errichtet, bot er als Fluchtburg den Einwohnern einst Schutz in Kriegszeiten. In den Jahren 1561–1564 bekam der Turm seinen achteckigen Aufbau. Dort erhielten die Kirchenglocken ihren Platz und eine Türmerfamilie fand Wohnraum. Auf Initiative von Geyerschen Bürgern entstand 1952 in diesem historischen Gebäude eines der schönsten und höchsten Turmmuseen Deutschlands. In sieben Etagen können nahezu 1000 Sachzeugen der Berg- und Stadtgeschichte besichtigt werden.

### Naturdenkmale
Naturdenkmale in Geyer und Umgebung sind die Geyersche Binge, ein alter Bergsturz, der Greifenbachstauweiher und die Greifensteine.
- Siehe auch: Liste der Naturdenkmale in Geyer

### Heimatliederweg
Seit 2012 existiert im Geyerschen Wald ein Heimatliederweg mit 19 Tafeln auf zwei Routen. Die Liedertafeln mit Liedern in erzgebirgischer Mundart wurden vom Erzgebirgszweigverein Geyer aufgestellt.

### Regelmäßige Veranstaltungen
- Stadtfest
- Bingefest
- Kleiner Bergaufzug in Geyer am 4. Advent, 17 Uhr

Viele Kulturfeste werden vom Förderverein e. V. Kulturmeile Geyer-Tannenberg organisiert.

## Wirtschaft
Die Deutsche Rohstoff AG stellte in den letzten Jahren große Vorräte an Zinn fest; eine zukünftige Förderung ist aber umstritten.